# اسرائیل اپستین

اسرائیل اپستین.

اسرائیل اپستین (زاده ۱۹۱۵- مرگ ۲۰۰۵) یک روزنامه نگار و نویسنده بود که موفق به اخذ تابعیت چینی شد. او یکی از معدود افراد خارجی و از نژاد غیرچینی است که به رده بالا در حزب کمونیست چین رسید.

## زندگینامه
اسرائیل اپستین در سال ۱۹۱۵ در لهستان در یک خانواده یهودی به دنیا آمد. در این زمان ورشو تحت کنترل امپراطوری روسیه بود. پدر او توسط مقامات دولت روسیه دستگیر شده بود و مادر او به سیبری تبعید شده بود. پدر اپستین توسط شرکت او در زمان جنگ جهانی اول به ژاپن منتقل شد. وقتی آلمان به ورشو حمله کرد، پسر و همسرش نیز به او در آسیا ملحق شدند. وقتی در چندین محل مختلف به دلیل یهودی بودن مورد آزار قرار گرفتند، خانواده او به چین رفته و در تیانجین ساکن شدند.

## خبرنگاری
اسرائیل اپستین در سن ۱۵ سالگی به خبرنگاری روی آورد و در روزنامه پکن و تینتسین شروع به نوشتن کرد. او همچنین مطالبی در مورد حمله ژاپن به چین برای روزنامه های غربی مینوشت. در سال ۱۹۳۸ او به لیگ دفاع چین ملحق شد. در سال ۱۹۵۱ سونگ گینلنگ او را مجدداً به چین دعوت کرد. او به روزنامه چین امروز ملحق شد. او تا بازنشستگی خود در این روزنامه باقی ماند. در سال ۱۹۵۷ او شهروند چین شد. در سال ۱۹۶۴ او به عضویت حزب کمونیست چین درآمد. در سال ۱۹۶۸ به دلیل توطئه علیه ژو انلای دستگیر شد و زندانی گردید. با اینکه او ۵ سال در زندان باقی ماند بعداً از زندان آزاد شد و ژو از او معذرت خواهی کرد.

## جوایز
اسرائیل اپستین توسط بسیاری سران حزب کمونیست چین مورد تقدیر قرار گرفته است. افرادی نظیر ژو انلای، مائو زدونگ، دنگ ژیائوپینگ، جیانگ زمین و هو جینتائو از وی تقدیر کرده اند.